# HMS Cleopatra (33)
La HMS Cleopatra è stata un incrociatore leggero classe Dido della Royal Navy. Venne impostata nei cantieri R. and W. Hawthorn, Leslie and Company, Limited di Hebburn il 5 gennaio 1939, pochi mesi dallo scoppio della Seconda guerra mondiale. Venne varata il 27 marzo 1940 ed entrò in servizio il 5 dicembre 1941.

## Servizio
La Cleopatra venne trasferita a Gibilterra nei primi giorni del 1942 e il 2 febbraio partì per Malta, dove venne danneggiata da una bomba non appena arrivata. Dopo le necessarie riparazioni venne trasferita ad Alessandria d'Egitto nei primi giorni di marzo presso il 15º Squadrone Incrociatori e prese parte alla Seconda battaglia della Sirte venendo colpita ad una torretta, come scritto nel rapporto britannico, dall'incrociatore italiano Giovanni delle Bande Nere e perdendo 16 uomini.
Nel giugno seguente partecipò con compiti di scorta ai convogli all'Operazione Vigorous e in agosto bombardò Rodi per spostare l'attenzione dal convoglio soprannominato Operazione Pedestal.
Il 19 settembre entrò in bacino di carenaggio a Massaua per delle piccole riparazioni e la pulizia dello scafo e tornò in mare cinque giorni dopo. Durante il riempimento del bacino però, si inclinò colpendo il bordo del bacino e danneggiandolo, ma senza riportare gravi danni allo scafo. Il capitano Grantham, considerando i danni leggeri, ordinò alla nave di rientrare in servizio.

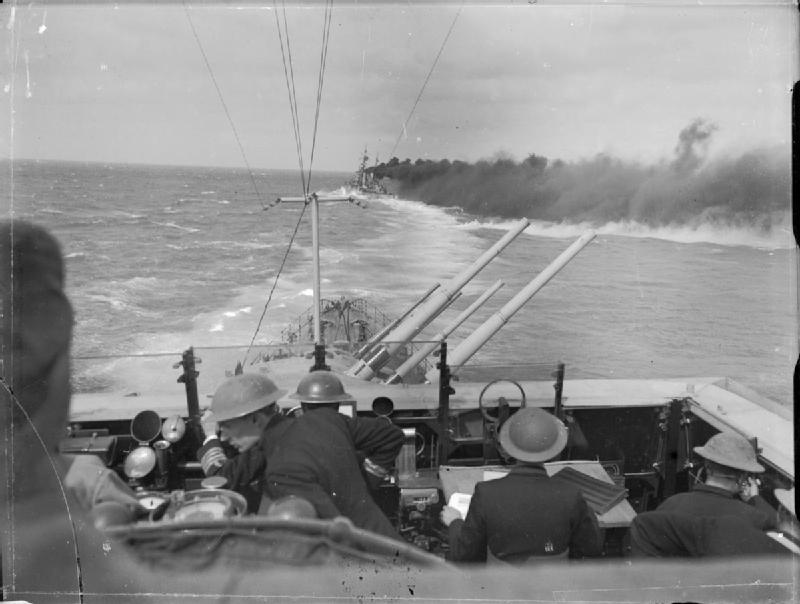
La Cleopatra stende una cortina fumogena per proteggere un convoglio mentre l'Euryalus si prepara a far fuoco

Nel gennaio 1943 entrò a far parte della Forza "K", poi Forza "Q" con base ad Annaba da dove partecipò a missioni di attacco al traffico marittimo dell'Asse diretto in Tunisia. Successivamente venne trasferita presso il 12º Squadrone Incrociatori partecipando allo sbarco in Sicilia nel mese di luglio. Il 16 luglio venne colpita da un siluro lanciato dal sottomarino italiano Alagi rimanendo gravemente danneggiata. Delle riparazioni temporanee vennero effettuate a Malta e durarono fino all'ottobre seguente, dopodiché la Cleopatra si diresse a Filadelfia per le riparazioni definitive ed un raddobbo.
I lavori vennero completati nel novembre 1944 e nel luglio del 1945 venne trasferita nelle Indie Orientali, dove fu la prima nave a rientrare nella base di Singapore, ricatturata in settembre. Dopo la fine del conflitto servì con il Quinto Squadrone Incrociatori nelle Indie Orientali fino al gennaio 1946. Il 7 febbraio successivo tornò a Portsmouth per un raddobbo.
In seguito servì nella Home Fleet con il Secondo Squadrone Incrociatori dal 1946 ai primi mesi del 1951 quando venne trasferita nel Mediterraneo dove rimase fino all'inizio del 1953. Il 12 febbraio tornò a Chatham per andare in disarmo. Il 15 dicembre 1958 arrivò al cantiere J Cashmore di Newport per essere demolita.